# 阿万仓镇
阿万仓镇，是中华人民共和国甘肃省甘南藏族自治州玛曲县下辖的一个乡镇级行政单位。
2017年3月15日，甘肃省民政厅批复同意撤销阿万仓乡，设立阿万仓镇。

## 行政区划
阿万仓镇下辖以下地区：
贡赛尔村、洛隆村、贡乃村、沃特村和道尔加村。